# Krisztus Magyarországi Egyháza
Krisztus Magyarországi Egyháza (korábban Krisztus Budapesti Egyháza), 2013 óta hivatalosan Krisztus Magyarországi Gyülekezete egy olyan keresztény egyházközösség, (hivatalos szervezeti formáját tekintve egyesület) amely annak a Krisztus Nemzetközi Egyházai nevezetű felekezetnek a része, amely a 80-as években, az Egyesült Államokban a Krisztus Egyházai nevű felekezetből kiválva, jelenlegi szervezeti, működési, teológiai kereteinek végleges formáját a 2000-es években a nagy londoni egyházszakadást követően (a mozgalomban végbemenő) reform folyamán érte el.
A Krisztus Magyarországi Egyházát az amerikai Boston Krisztus Egyháza nevű egyházközösség vezetői alapították 1993-ban.
Krisztus Magyarországi Egyházának legfőbb jellegzetessége, hogy vallásgyakorlatának a múltban része volt az úgynevezett személyi pásztorolás vagy más néven nevelési kapcsolatok alkalmazása, amely egy nemzetközi szinten vitatott vallásgyakorlat.
A legtöbb keresztény egyháztól eltérően a Krisztus Magyarországi Egyháza képviselői szerint a teljes víz alá merítkezéssel történő keresztelő az üdvösség elérésének előfeltétele.
A gyülekezetet az 1996-nyarától 2020 szeptemberéig Szabad Péter és felesége vezette, 2021-es évtől kezdődően pedig David de la Santos és felesége vezeti.

## Eredete
A Krisztus Magyarországi Egyházának eredete a XVIII. századi Amerikában zajló, második nagy (vallási) ébredési mozgalomig (1790-1870) nyúlik vissza. E mozgalmat főként annak képviselői hívják restaurációs mozgalomnak, ugyanis a mozgalom fő koncepciója arra a feltevésre épül, mely szerint az eredeti kereszténység a Krisztus halálát követő első néhány század után kihalt, elhajlott az eredeti, azaz a helyes tanítástól, és csak a restaurációs mozgalom által lett visszaállítva az évszázadok alatt kialakult hagyományoktól mentes, eredeti, az első századi egyházhoz leginkább hasonló ősegyház. A mozgalom célja a hagyománykövetéssel, illetve az általuk elégtelennek ítélt reformációval, egyházi reformokkal szemben a bibliai kereszténység és az első századi egyházi gyakorlatok teljes visszaállítása volt: Visszatérés az újszövetségi egyház egyszerűségéhez és radikalitásához, elhagyva a felekezeti megosztottságokat, hangsúlyozva a gyülekezetek függetlenségét.
E mozgalomból létrejött gyülekezetek Krisztus Egyházainak nevezték magukat, melyek világszerte 2007-ben hozzávetőlegesen 2 000 000 taggal és összesen 40 000 független egyházközösséggel rendelkeztek.
Az 1960-as években az Egyesült Államokban található Krisztus Egyházaiban elindult egy kezdeményezés melyet biblia-szék mozgalomnak hívtak. Ennek lényege az volt, hogy a Krisztus Egyháza mozgalom tisztségviselői, Amerika szerte, különféle egyetemeken, tanári székeket vásároltak, azaz bizonyos egyetemeknek fizettek azért, hogy ott a Krisztus Egyháza által küldött lelkész-filozófia tanárokat alkalmazzanak. Ezek a tanárok az iskola után programokat szerveztek a diákok számára, és a Krisztus Egyházaihoz tartozó diákok lelki gondozása is a feladatuk volt. Az ebben a programban részt vevő lelkészek, valamint a hozzájuk tartozó csoportok önkéntesei az 1960-as évek közepétől kezdődően, (Jim Bavis vezetése alatt) elkezdtek szorosabban együttműködni az egyetemi térítésben járatos, és abban hatékonyan működő Egyetemi Hadjárat Krisztusért nevű vallási szervezettel.

### Crossroads időszak
1967-ben a biblia-szék mozgalomban képzett Chuck Lucas lelkészt alkalmazták a 14. utcai Krisztus Egyháza nevű egyházközösség diákszolgálatának vezetésére, melynek diákjai főként a Floridai Egyetemen tanultak. Később ezt az egyházat hívták Crossroads Krisztus Egyházának, miután egy új épületet építettek.
Chuck Lucas a 14. utcai egyház diákszolgálatában elkezdte alkalmazni a Biblia-szék mozgalomban tanult alapelveket és módszereket. Főként a térítés és „pásztorkodás” alapelveit, mely utóbbi, az egyháztagok hitének megóvását, és életvitelének nagyobb mértékű ellenőrzését is jelentette. Majd a hatvanas évek végén Chuck Lucas ezeket a módszereket és tanokat az úgynevezett pásztoroló mozgalom módszereivel egészítette ki, melynek lényegi alapelve az volt, hogy minden kereszténynek szüksége van egy lelki vezetőre, személyi pásztorra akinek engedelmeskednie kell a kereszténység tanainak megtanulása, és lelki fejlődés elősegítése céljából. Az így létrejött új programot a floridai egyetemen kezdte alkalmazni, amit a „diák szolgálat előrehaladása” programnak nevezett el.

### Vallásgyakorlati újítások
A floridai egyetemen működő „a diákszolgálat előrehaladása" nevezetű program két legfontosabb eleme a lelki találkozók és az imapartnerek kijelölése volt. Mindkét módszer egy „egymás életébe való mélyebb bevonódást eredményezett minden egyes tag esetében". Chuck Lucas főbb vallásgyakorlati újításai, melyek a fővonalbeli Krisztus Egyházainak vallásgyakorlatában korábban nem voltak jelen, a következők:
- Imapartnerek kijelölése

Az imapartnerek kijelölésének gyakorlatát Chuck Lucas találta ki. Elvárása az volt, hogy minden diákszolgálati tagnak legyen legalább egy ima-partnere, akivel rendszeresen együtt imádkozik. Lucas az imapartnereket gyakran úgy válogatta össze, hogy egy „kevésbé érett tag” mellé jellemzően egy tapasztaltabb személyt osztott be, aki felelős volt azért, hogy útmutatást és személyes segítséget nyújtson a lelki fejlődésben, a „kevésbé érett” tag számára.
- „Lelki találkozók”

Az úgynevezett „lelki találkozók” lényege, hogy minden gyülekezeti találkozót, így a kiscsoportos találkozókat is egy, a vezetőség által megbízhatónak tartott, erre a célra kijelölt vezető irányítja, „vezeti” (ami azt jelenti, hogy ellenőrzi, és ügyel arra, hogy ezeken az alkalmakon kizárólag a vezetőség nézőpontjának és akaratának megfelelő dolgok történjenek, illetve arra, hogy kizárólag a vezetőség nézőpontja szerint elfogadható információk hangozzanak el.) A Chuck Lucas által meghatározott személyi összetételű, egyháztagokból álló kiscsoportok, 10-15 diákból álltak, hetente találkoztak a diákok otthonában vagy a kollégiumokban, a floridai egyetemen és környékén, mely programra térítési szándékkal kívülálló diákokat is hívtak. Ezek olyan, egy vezető által irányított, kiscsoportos találkozók voltak, melyek abból álltak, hogy egy (az egyházvezetőség által, erre a feladatra kijelölt) vezető bevonta a résztvevőket a közös, hangos imádkozásba, valamint egy olyan beszélgetésbe mely során a többiek előtt meg kellett osztaniuk a gondolataikat egy adott témában, illetve válaszolniuk kellett a vezető által feltett kérdésekre és eközben a találkozó vezetője felügyelte az elhangzottakat.
- Jézus az úr életvitel

A mozgalom alaptanainak legtöbbje a Krisztus Egyházának hagyományos tanaiból álltak, de ezek mellett kiegészültek egy fontos tanítással, melyet Chuck Lucas a Timóteus társaságtól tanult, ez arra vonatkozott, hogy Jézust kell úrrá tenni minden kereszténynek a saját életében, ahhoz, hogy később a mennyországba juthasson. Ez egy a Timóteus társaság által is hangsúlyozott teológia volt, mely eredetileg egy Juan Carlos Ortiz nevű amerikai prédikátortól származott, aki széles körben ismert volt a hatvanas években az Egyesült Államokban. A „Jézus az úr” teológia következményeként Chuck Lucas, és vezetősége nagyon komolyan vette az egyetemista egyháztagok elkötelezettségét, és teljes elkötelezettséget várt el tőlük, amelyet több módon, például az egyházi programokon való részvétel mennyisége alapján, valamint a kihagyott programok számának fényében ítélt meg.
- Költségfelszámolási interjú

Ehhez kapcsolódó újítás volt az úgynevezett „költségfelszámolás” gyakorlata is, amelynek lényege az volt, hogy abban az esetben, ha egy egyetemista csatlakozni akart az egyházhoz, előtte találkoznia kellett egy úgynevezett szolgálatvezetővel, amely beszélgetés célja annak megítélésére irányult, hogy az önjelölt tag valóban készen áll arra, hogy egy komoly elkötelezettséget vállaljon, vagy sem. Az önjelölt személy csak abban az esetben csatlakozhatott az egyházhoz, ha a szolgálatvezető azt engedélyezte, és ha úgy ítélte meg, hogy az illető valóban „odaszánt", tehát ha kész nagy elkötelezettséget vállalni.

### Boston mozgalom
Miután Chuck Lucas, homoszexuális botrány miatt lemondott, lemondása után a Crossroads mozgalomban képzett vezetők Chuck Lucas szerepének betöltésére vezetőt, és „inspirációs forrást” kerestek a mozgalom élére. Az erre a célra megfelelő embert a kroszródszisták Kip McKean személyében találták meg, így a mozgalom vezetését Kip McKean vette át, aki Lexingtonból vezette tovább a mozgalmat. Ugyanis amikor felkérték erre a feladatra akkoriban a lexingtoni helyi gyülekezet vezetője volt.
1981-től kezdődően Kip McKean a Lexington Krisztus Egyházának nevét a Boston Krisztus Egyháza névre változtatta. Kip és Elena McKean, valamint a mozgalom vezetői, Chuck Lucasal ellentétben már (állításuk szerint) nem csak a diákoktól hanem minden egyháztagtól azonos elkötelezettséget vártak el. Ezt követően sok tag elhagyta az egyházat. Ezt Kip és Elena McKean, valamint a mozgalom vezetői, jellemzően azzal magyarázták, hogy ezek az emberek nem bírták a radikális kereszténységet, és inkább egy könnyű kereszténységet szeretnének gyakorolni. A mozgalmat elhagyó személyek beszámolói, panaszai megerősítették azoknak a hagyományos Krisztus Egyházaihoz tartozó személyek véleményét, akik már amúgy is kritikus szemmel néztek a Kip McKean által vezetett mozgalomra. A kritikák szerint ez a mozgalom elveszi az (egyszerű) egyháztagok szabadságát, és az egyházi vezetőséget diktatórikussá, a helyi közösségeket pedig hatalom-orientált szervezetté teszi, és megosztja a mozgalmat.
1988-ban a fővonalbeli Krisztus Egyházai elhatárolódtak a Kip McKean vezette mozgalomtól, mivel úgy döntöttek, nem támogatják tovább Kip McKean módszereit. Véleményük szerint, Kip McKean által képviselt módszerek, biblia-ellenes „nem biblikus” tanításon alapuló vallásgyakorlatok, melyek pszichológiai szempontból károsak, másrészt úgy látták, hogy Kip McKean tevékenysége megosztja az egyházat, és vitát szül USA-szerte az gyülekezetekben. A „szuperegyház” és a látványos taglétszám növekedés mögött sokszor, vezetői elvárásokon keresztül megnyilvánuló erőszak, nyomásgyakorlás és egy olyan katonás szervezeti rendszer állt, mely nem tolerálta a tagok egyéniségét, és szabad akaratát. 
Bár az „elhidegülés” és az elhatárolódás a Krisztus hagyományos egyházai és a Boston Krisztus Egyháza között a nyolcvanas évek közepétől kezdődően folyamatos volt, az ellentét kiéleződött, amikor 1990-ben a The Christian Chronicle magazinban megjelent egy cikk, melyben leközöltek egy levelet, amelyet a Krisztus Hagyományos Egyházainak képviselői írtak, abból a célból, hogy megpróbálják helyreállítani a kapcsolatot a Boston Krisztus Egyháza, és a fővonalbeli Krisztus egyházai között. Céljukat nem sikerült elérniük, ugyanis e cikk, és az azt tartalmazó levél annyira nem tetszett a Boston Krisztus Egyháza mozgalom vezetőinek, hogy ekkor "telt be a pohár" és a Boston mozgalom a cikk megjelenését követően „szakított” a Krisztus hagyományos egyházaival, de a formális szakadás csak később, 1993-ban következett be, amikor a bostoni egyház felvette a Krisztus Nemzetközi Egyháza nevet.
Ezt követően 1994-től kezdődően a Krisztus Nemzetközi Egyháza, világszerte több száz olyan egyházközösséget alapított melyekben a bostoni egyházban alkalmazott teológiát, vallásgyakorlati és pásztorkodási módszertant képviselő lelkészek vezetnek. 
Az ilyen, főként az 1990-es években alapított szervezetek egyike a Krisztus Magyarországi Egyháza is. A Krisztus Nemzetközi Egyházainak (azon belül a Krisztus Magyarországi Egyházának is), jelenlegi szervezeti, működési keretei a nagy londoni egyházszakadást követő reform során alakult ki. 

### A budapesti egyház alapítása
Az egész világ egy generáció alatt történő megtérítésének terve eredetileg 1979-ben „Bob és Pat Gempel nappalijában” fogalmazódott meg. 1994-ben az egyházalapítási tervek utolsó hat évre vonatkozó konkrét céljait tartalmazó tervet „Evangelizációs kiáltvány” néven hozták nyilvánosságra, melyet 6-éves tervnek is hívtak. Ennek célja az volt, hogy 6 éven belül, minden olyan országban, amely legalább egy 100 000 fős várossal rendelkezik, kell legalább egy olyan gyülekezetet alapítani, mely kizárólag radikális hittel, és radikálisan elkötelezettséggel jellemezhető életvitellel rendelkező egyháztagokból áll.
A kiáltvány céljai 6 éven belül megvalósultak. Ezen egyház alapítási terv keretén belül alapította a budapesti egyházat egy néhány fős amerikai missziós csapat 1993-ban. Budapest volt a harminchatodik alapított egyház, azok közül az egyházak közül, melyeket a bostoni egyház alapított. 1993-ban a mozgalom vezetőjének Kip McKean bátyja, Randy McKean és felesége Kay McKean kezdte el szervezni a budapesti egyház alapítását. Ez abból állt, hogy magyar származású, vagy magyar nyelven (valamilyen szinten) tudó egyháztagokat kerestek a nemzetközi egyházakban. Így találtak rá K. Tamásra, aki Budapesten nőtt fel, de akkoriban Moszkvában élt, és a Moszkva Krisztus Egyháza nevű egyházközösség tagja volt, és elsőként őt szervezték be a missziós csapatba. Majd K. Andreát, aki egy első generációs magyar származású amerikai, aki a harvardi egyetemen találkozott a Krisztus Nemzetközi Egyházának tagjaival, és ezt követően szervezték be majd csatlakozott a Boston Krisztus Egyháza nevű szervezethez. Randy McKean szervezésében őt is felkérték arra, hogy csatlakozzon a budapesti csapathoz. Miután B. „Steve” Istvánt és F. Erzsébet, akik magyar állampolgárok voltak, csatlakoztak a bostoni egyházhoz és értesültek a budapesti egyház alapítási tervekről, arról, hogy magyarokat keresnek erre a feladatra, önként csatlakoztak a missziós csoporthoz. Végül S. Jánost, aki első generációs magyar származású amerikai, aki akkoriban New Yorkban élt, a New York-Város Krisztus Egyházának tagjaként, szintén megkérték, hogy csatlakozzon a budapesti missziós csapathoz. A missziós csapat térítési kampányát, és budapesti tartózkodásuk főbb költségeit, annak néhány éves időtartama alatt, a Boston Krisztus Egyháza nevű szervezet fizette.
Az első budapesti istentisztelet előtt, 1993 nyarán toborzási kampányt szerveztek, melyre a missziós csapat tagjain kívül még 12 egyháztag érkezett Bostonból és egy New Yorkból, a saját pénzükön, a nyaralási idejükben. 1993. június 11-én, miután néhány hét alatt összesen 20.000 embert hívtak meg, 133-an vettek részt az első istentiszteleten. Egy hét múlva, egy Kati nevű magyar állampolgár keresztelkedett meg. Ő az első, Magyarországon taggá vált tagja a Krisztus Magyarországi Egyházának.

## Hitelvek és gyakorlatok
- Üdvösség: Az üdvösség feltétele hitük szerint a keresztelő, a hű engedelmesség, és a folyamatos eredményesség („gyümölcsözőség”).[15] Az üdvösség elveszthető.[35]
- Elkötelezettségi követelmény: Hitük szerint Jézus kell, hogy legyen az Úr minden keresztény élete felett. Ami, értelmezésük szerint azt jelenti, hogy ahhoz, hogy valakit egyháztaggá nyilvánítsanak, valóban látszania kell előbb a taggá válni szándékozó egyén életvitelében, hogy valóban „Jézus az úr az életében”, tehát előbb „odaszántnak kell lennie” az egyházi, vallási tevékenységek tekintetében.[36]
- Érvényes keresztelő: Tanaik szerint az üdvösség feltétele a keresztelőt megelőző megtérésen kívül a víz alá merítkezéssel történő keresztelő, mely kizárólag akkor érvényes, ha a keresztelőben részt vevő személy hiszi, hogy a víz alá merítkezés nem csak egy jelképe (a lelki értelemben való) újjászületésnek, hanem az alámerítés pillanatában egy valódi lelki újjászületés történik.[36] Ezek alapján az összes más alámerítkezéssel keresztelő egyház keresztelőjét érvénytelennek tekintik.[15] Például Krisztus Nemzetközi Egyházai, így a magyarországi egyház sem ismeri el érvényesnek a baptista, vagy a karizmatikus egyházak alámerítkezéssel történő keresztelőit. (Bár elméletileg lehetségesnek tartják, hogy véletlenül valaki a Krisztus Magyarországi Egyháza szerint helyesnek vélt meggyőződéssel keresztelkedik meg, más felekezetben, és akkor szerintük elvileg érvényes lehet egy ilyen egyén keresztelője, de „gyakorlatban nem szoktak ilyennel találkozni”.)[37][38][39]
- Igaz egyház: Tanaik szerint az egyház Isten családja, földi országa, királysága.[40] A múltban (Molnár Adrián 2016-os előadása szerint) sok esetben „azt kommunikálták” (a vezetőség a tagság felé), hogy az egyetlen keresztény egyház a Krisztus Nemzetközi Egyházára korlátozódik,[35] más források szerint, és más megfogalmazásban ez azt jelentette, hogy a Krisztus Nemzetközi Egyházain kívüli felekezetek „mind halottak”, mert tagjaik nem igazi tanítványok. Ugyanakkor annak elméleti lehetőségét nem zárták ki, hogy létezhetnek még a mozgalmon kívül olyan más gyülekezet melyekben (abban az esetben, ha valamilyen oknál fogva pontosan ugyanazokat a tanokat tanítják, mint a Krisztus Nemzetközi Egyházaiban) üdvözülhetnek emberek, de gyakran hivatkoztak arra a tapasztalatra amely szerint „a gyakorlatilag nem szoktak ilyen egyházzal találkozni”. Az egy igaz egyház tan a múltban sok esetben (nézőpontjuk szerint) azt is jelentette, hogy az első századi ősegyháztól Kip McKean egyházalapításáig nem létezett igazi tanítványág, tehát körülbelül a második, harmadik századtól a 80-as évekig minden vallásos ember elkárhozott.[megj. 9][15] E teológia a 2000-es éveket követően változott, egy 2016-ban, Molnár Adrián által tartott előadás szerint, az egyház vezetősége jelenleg a „láthatatlan határvonalú egyház” tanítását képviseli, amely szerint az Isten által elfogadott egyház, nem korlátozódik a Krisztus Nemzetközi Egyházára, az igaz egyház „határvonalait csak Isten láthatja.”[35]
- Sötétség: Hitük szerint a bűnökkel teli élet elválaszt Istentől, már itt a földi életben egy „lelki sötétségbe” kerülnek azok, akik folyamatosan (megtérés nélkül) követnek el bűnöket.[40]

### Nevelési rendszer
A tagoknak úgynevezett „személyi pásztoruk” vagy más néven „nevelőjük” van, a személyi pásztoroknak is van „nevelőjük”, így egy piramisszerű hierarchia épül fel, amelynek a csúcsán az egymást „nevelő” vezetőség áll. A tag, az odaszántságát, elkötelezettségét megítélő nevelői rendszer, ellenőrzésen alapuló visszajelzéseiből (dicséret, buzdítás, feddés) mérheti le, „hogy üdvössége egyelőre biztos, vagy vészesen inog. Ha nem teljesít eleget, akkor először a megtérése komolyságát, majd az üdvösségét vonják kétségbe.” Mivel tagadják az eredendő bűnösség tanát és abban hisznek, hogy az emberi természet eredendően jóságos, ezért is olyan optimisták a nevelői rendszer hatékonyságát illetően.

#### Tanítványság
Tanítsuk középpontjában más emberek „tanítvánnyá tétele” áll. A tanítványság a személyi nevelővel való „szoros személyes kapcsolatot, közös bibliatanulmányozást, közös imádkozást jelent.”

#### Személyi nevelő
A felnőtt egyháztagok hitbéli, és karakter fejlődését az egyház sok esetben a múltban úgy igyekezett biztosítani, hogy minden tag számára az egyházvezetőség döntése alapján kijelöltek egy vele személyesen foglalkozó személyt, akit nevelőnek neveztek. A nevelő folyamatosan segítette és felügyelte az általa nevelt személyt.
A napi telefonos kapcsolat mellett kötelező volt heti egy személyes találkozó, melyet „nevelési időnek”, vagy „t-időnek” neveztek.
2003-ban a nemzetközi egyházban végbement reformot megelőzően az egyháztagok kötelesek voltak az egyházi vezetők által számukra kijelölt nevelőiknek (útmutatásainak és elvárásainak) engedelmeskedni. Valamint a nevelőnek a neveltre irányuló megítélése, nem volt megkérdőjelezhető.
A 2000-es évek elején a Krisztus Nemzetközi Egyházaiban lezajló reformot követően, a nevelési kapcsolatokat rendszerét a nemzetközi egyház legtöbb tagegyházában, így Magyarországon is kezdetben felszámolták, de később újra bevezetésre került.

## Tevékenysége
Bár a közösségi alkalmaik egy része kívülállók előtt is nyitott, gyakran a kívülállók, a nyilvánosság korlátozásával végzik vallási tevékenységüket, mely intézményesült, valamint nem intézményesült tevékenységekből egyaránt áll.
Konferenciák
Krisztus Nemzetközi Egyháza évente több nemzetközi konferenciát is szervez, melynek szervezésében lebonyolításában alkalmanként a magyarországi egyház is részt vesz. Krisztus Magyarországi Egyháza szervezte Budapesten 2011-ben megtartott "Krisztus minden" (Christ is All) című nemzetközi konferenciát.
Bibliakör-csoportok
A bibliakör nyolc-tízfős kiscsoportot jelent, melyet az egyház vezetőségének döntése alapján kijelölt bibliakör vezetőből, és egyháztagokból áll. A bibliakörök 1996 és 2012-es évek között élethelyzettől függően lettek összeállítva: diákok, egyedülállók, házasok, idősek, valamint fiatal kismamák részére úgynevezett baba-mama Bibliakör. A 2013-as évtől az egyházvezetőség, élethelyzet szempontjából vegyes bibliakör csoportokat is szervezett.

### Jótékonyság
Az egyház önkéntesei leginkább a Remény Magyarországért segélyszervezet keretein belül tevékenykednek HOPE Worldwide nemzetközi segélyszervezet része.
A HOPE Worldwide egy olyan nemzetközi jótékonysági szervezet, melyet Krisztus Nemzetközi Egyháza alapított 1991-ben, és országonként, a helyi Krisztus Nemzetközi Egyháza vezetőinek szervezésében jön létre és üzemel, költségeit többféle forrásból finanszírozza. 2004-ben a HOPE-szervezet több mint 39 millió dollár adománnyal gazdálkodott, melynek csak 5%-a származott a Krisztus Nemzetközi Egyháza egyháztagok adományaiból. A HOPE-szervezetek vezetői csak olyan emberek lehetnek, akik a Krisztus Nemzetközi Egyházaiban vezetői pozícióban vannak. A HOPE-szervezetek által szervezett programokon főként a Krisztus Nemzetközi Egyházainak tagjai végeznek önkéntes tevékenységet, mely tevékenység a kritikusok szerint nem teljesen önkéntes, hanem az sok esetben a múltban az egyháztagokra volt erőltetve.
Magyarországi programok:
- Az Aporháza utcai Átmeneti Otthon szervezett önkéntes programokkal való támogatása
- Hátrányos helyzetű gyermekeknek sportprogramok
- Időseknek különféle támogató programok
- Csoportos véradás szervezése
- Lakásfestés, hátrányos helyzetű családok számára.[54]

Korábbi programok Magyarországon:
- Idősek otthonában festés
- Nevelőotthon gyermekeinek támogatása, tanulásban ingyenes korrepetálás
- Sport nap szervezése[54]

### Előadások
Szabad Péter 2006-ban A da Vinci-kód titkai címmel tartott hitvédelmi előadást a BME CH Max előadótermében. 
2014-ben az online közösségi kultúrával szemben kritikus „Arccal a könyv felé” címmel tartottak előadást.

## Kritikák
- Az egyházi elvárások miatt a tagoknak Isten felé irányuló odaszántságának, buzgóságának a gyakorlatban az egyházvezetőség felé megnyilvánuló engedelmességben kell megjelennie.[36]
- Számos visszaélés történt a múltban a "tanítványok" magánéletének minden területébe beleszóló személyi nevelők uralkodtak az általuk nevelt egyháztagokon.[36]
- A tagokat sok esetben a saját hibáik miatt bekövetkező elkárhozástól[megj. 10] való félelem motiválja.[36]

## Megjegyzés
1. ↑  üdvösség = a halál után a pokolba jutás elkerülése, illetve a mennyországba való bekerülés
2. ↑  a bibliához nem ragaszkodó hagyományok és tanítások által
3. ↑  a bibliai történetek alapján meghatározható
4. ↑  Eredeti angol nevén Campus Advance
5. ↑  Az úgynevezett „lelki találkozóknak” (eredeti angol nevén „soul talks”) több formája van, ezek a következők lehetnek: 

  - A „vendéges program” melynek fő célja a térítés. Ennek egyik változata az úgynevezett „bibliakör beszélgetés” angol nevén „bible talks”, a másik változata a közös szórakozás, amely utóbbi lehet valamilyen játék, filmnézés stb.
  - A „nevelési csoport” egy olyan kiscsoportos összejövetel melyen kívülállók nem vehetnek részt. Ennek is két fajtája van, az egyik a „hagyományos nevelési csoport” melynek fő célja a tagok lelkiállapotának ellenőrzése, tanácsadás, valamint a vezetőségi elvárások, álláspontok közvetítése a csoportvezető részéről az egyszerű tagok felé. A nevelési csoport másik változata az u.n. „lazulós nevelési csoport” melynek elsődleges célja a csapatépítés, azaz a csoportban lévő kapcsolatok erősítése.
  - A „vezetőtalálkozó” egy olyan összejövetel, amelyen egyszerű tagok (nem vezetők) nem vehetnek részt.
  - A „választható program.” A lelki találkozók e fajtája a tagok számára (a részvétel szempontjából) nem kötelező úgynevezett választható program melyet az egyszerű tagok, egyéni kezdeményezés alapján szerveznek, ezekre az egyházi vezetőség (nem hivatalos formában) elküldi valamely vezetőjét azzal a megbízással, hogy „vezesse” azt, valamint azért, hogy ellenőrizze az ott történteket és (a vezetőség szempontjából esetleg lényeges) elhangzottakat.
6. ↑  kroszródszisták = a Crossroads mozgalom elkötelezett követői
7. ↑  Innen ered a „Boston Mozgalom”, eredeti angol nevén „Boston Movement” név, melyet jellemzően a kívülállók használtak a mozgalom megnevezésére.
8. ↑  még a tervek hivatalos rögzítését megelőzően
9. ↑  elkárhozni = a pokolba kerülni
10. ↑  elkárhozás = a halál után a pokolba kerülés, vagy itt a földön (spirituális értelemben véve) elveszetté, hitetlenné válás